# Поцол Гропо
Поцо̀л Гро̀по (на италиански: Pozzol Groppo, на местен диалект: Posseu 'd Greupo, Посеу ъд Греупо) е село и община в Северна Италия, провинция Алесандрия, регион Пиемонт. Разположено е на 369 m надморска височина. Населението на общината е 378 души (към 2010 г.).